# Bouira (província)

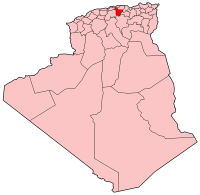
Localização de Bouira

Bouira (em berbere Tubiret) é uma wilaya da Argélia, com capital de mesmo nome.
A wilaya possui 45 comunas e 695.583 habitantes (Censo 2008). Situa-se a 110 km à sudeste de Argel.
O oleoduto que leva petróleo do Saara para Argel passa por Bouira.